# Alpino Bagnolini
Ne doit pas être confondu avec le Attilio Bagnolini (S 505), un sous-marin italien lancé en 1967
Le Alpino Bagnolini est un sous-marin de la classe Liuzzi, en service dans la Regia Marina à partir de 1939 et ayant servi pendant la Seconde Guerre mondiale.
Le sous-marin est dédié à Attilio Bagnolini, soldat alpin italien, médaille d'or de la valeur militaire, mort au combat en Afrique de l'Est en 1936.

## Caractéristiques
La classe Liuzzi était dérivée de celle des précédents sous-marins océaniques de la classe Brin, mais avec des dimensions et une portée accrues et une disposition différente de l'armement d'artillerie; l'apparence rappelait beaucoup celle des sous-marins contemporains de la classe Marconi, et bien qu'ils reproduisent certains des défauts de la classe Brin, en premier lieu la navigabilité médiocre, ils se sont avérés être parmi les meilleurs sous-marins de la Regia Marina construits pendant l'entre-deux-guerres.
Les Liuzzi étaient des sous-marins de haute mer (ou de "grande croisière") à double coque partielle. Ils déplaçaient 1 166 tonnes en surface et 1 484 tonnes en immersion. Les sous-marins mesuraient une longueur totale de 76,1 mètres, une largeur de 6,98 mètres et un tirant d'eau de 4,55 mètres. Ils avaient une profondeur de plongée opérationnelle de 100 mètres. L'équipage se composait de 7 officiers et 51 sous-officiers et marins,.
Le système de propulsion était de type conventionnel, avec deux moteurs diesel pour la navigation de surface, d'une puissance totale de 3 420 chevaux-vapeur (2 517 kW), chacun entraînant un arbre d'hélice. En immersion, chaque hélice était entraînée par un moteur électrique de 625 chevaux-vapeur (460 kW). Ils pouvaient atteindre 17,8 nœuds (32,9 km/h) en surface et 8 nœuds (14,8 km/h) sous l'eau. En surface, la classe Liuzzi avait une autonomie de 13 204 milles nautiques (24 453 km) à 8 noeuds (15 km/h); en immersion, elle avait une autonomie de 111 milles nautiques (200 km) à 4 noeuds (7,4 km/h),.
Les sous-marins étaient armés de huit tubes lance-torpilles de 53,3 centimètres (21 pouces), quatre à l'avant et quatre à l'arrière. L'armement d'artillerie pour le combat en surface était basé sur un canon de pont OTO 100/47 (sur certains sous-marins était initialement monté l'ancien 102/35 Model 1914, puis remplacé lorsque la pièce plus moderne devenait disponible en quantité suffisante), placé sur le pont à l'avant de la tour de contrôle (kiosque) (et non à l'arrière à l'intérieur de la structure de la tour de contrôle elle-même comme sur les sous-marins de la classe Brin précédentes). Leur armement anti-aérien consistait en deux systèmes jumeaux de mitrailleuses Breda Model 1931 de 13,2 mm,.

## Construction et mise en service
Le Alpino Bagnolini est construit par le chantier naval Cantieri navali Tosi di Taranto (TOSI) de Tarente en Italie, et mis sur cale le 15 décembre 1938. Il est lancé le 28 octobre 1939 et est achevé et mis en service le 22 décembre 1939. Il est commissionné le même jour dans la Regia Marina.

## Historique
C'est le premier sous-marin italien à remporter un succès au cours de la Seconde Guerre mondiale. Vers 1 heure du matin, le 12 juin 1940, en effet, sous le commandement du capitaine de corvette Franco Tosoni Pittoni, il lance une torpille contre le croiseur léger britannique HMS Calypso (D61) (4 180 tonnes) qui, avec son navire-jumeau (sister ship) HMS Caledon (D53), fait route entre la Crète et la Gaude. Le navire est touché et coulé avec 39 hommes à la position géographique de 34° 03′ N, 24° 05′ E, tandis que le Bagnolini s'en sort indemne du bombardement de charges de profondeur effectué par des destroyers d'escorte.

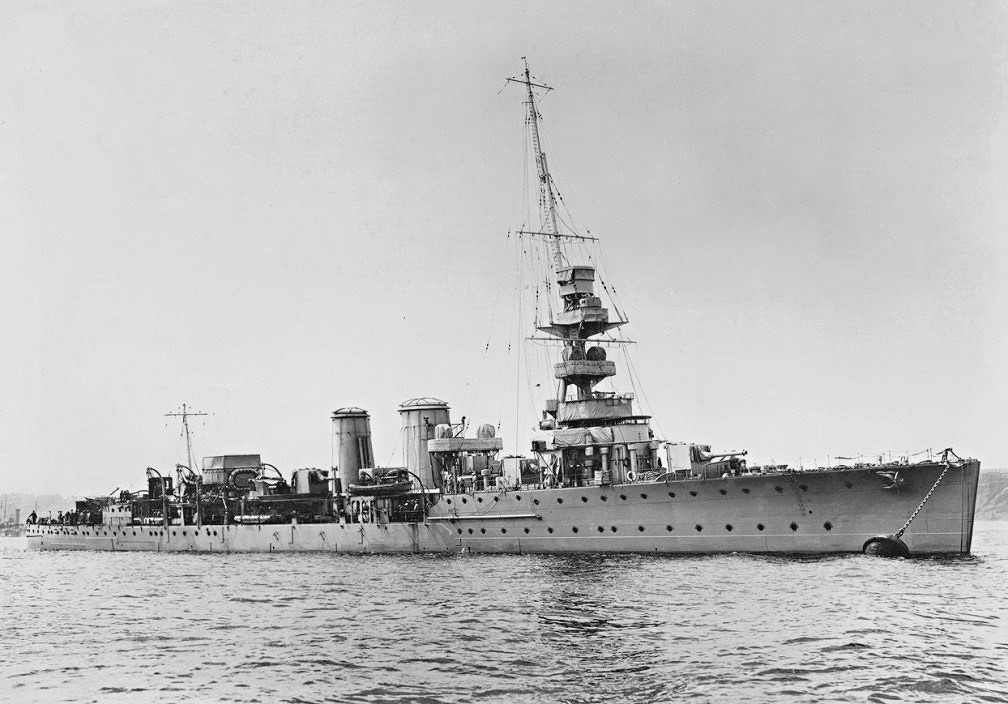
Le croiseur britannique Calypso, coulé par le Bagnolini

Par la suite, il estr décidé de l'envoyer dans l'Atlantique. Le Bagnolini quitte Trapani le 9 septembre 1940 et dans la nuit du 14 au 15, il passe le détroit de Gibraltar, puis reste en embuscade au large de Porto du 15 au 27 septembre et signale un naufrage, celui du transporteur espagnol Cabo Tortosa (3 302 tonneaux de jauge brute ou tjb), navire neutre utilisé pour le service civil de Huelva à Bilbao mais indiqué par erreur comme étant au service des Alliés par les services secrets. Le 30 septembre, le sous-marin arrive à Bordeaux, où se trouve la base atlantique italienne de BETASOM.
Le 28 octobre, il appareille pour sa deuxième mission mais doit rentrer au port car il est endommagé par le mauvais temps; il arrive à Bordeaux le 15 novembre.
Le 8 décembre, il part pour une nouvelle mission à l'ouest de l'Irlande et onze jours plus tard, il coule le navire à vapeur britannique Amicus (3 660 tonneaux (tjb=). Le 1er janvier 1941, il entre en collision avec le bateau de pêche armé Northern Pride et tente en même temps de torpiller un navire identifié comme croiseur auxiliaire, action sans résultat mais qui met le commandant Tosoni Pittoni sous les feux de la rampe devant les commandements italien et allemand. Le même jour, le Bagnolini est également endommagé par un avion, qu'il réussit à repousser et à endommager à son tour.
En janvier 1941, on pense l'affecter avec son navire-jumeau Giuliani à l'école de sous-marins à Gotenhafen, mais il est alors décidé de n'affecter que le Giuliani (plus tard, le nouveau commandant du Bagnolini, le lieutenant de vaisseau (tenente di vascello) Mario Tei, un officier et 7 vigies du sous-marin auraient fréquenté l'école).
Le 23 juillet 1941, alors qu'il opère à l'ouest du détroit de Gibraltar, il attaque un navire à vapeur et un pétrolier, mais ne réussit pas à les couler..
En janvier-février 1942, il opère au sud des Açores sans résultat.
En mai 1942, il est en mission au large du Brésil et les 27 et 28 du mois, il frappe un pétrolier d'environ 11 000 tonneaux (tjb), l'endommageant.
Le 15 septembre 1942, il part pour une nouvelle mission au cours de laquelle il aperçoit deux navires et subit la chasse anti-sous-marine d'un destroyer. Il revient finalement à Bordeaux le 17 novembre sans avoir rien conclu.
Entre le 14 février et le 13 avril 1943, il opère au large de Bahia, étant endommagé par une attaque aérienne.
Il est alors décidé de le modifier afin d'effectuer des missions de transport vers l'Extrême-Orient. Les travaux sont achevés en juillet 1943 et le sous-marin doit partir le mois suivant, mais les Allemands, prévoyant une capitulation imminente de l'Italie aux Alliés, décident de le garder à Bordeaux où il est encore à l'armistice du 8 septembre 1943 (armistice de Cassibile).
Le 11 septembre 1943, il est capturé, incorporé à la Kriegsmarine avec un équipage mixte italo-allemand et rebaptisé UIT-22.
Jusqu'alors, le Bagnolini avait effectué 11 missions de guerre (3 en Méditerranée et 8 dans l'Atlantique), couvrant un total de 46 413 miles en surface et 3908 miles sous l'eau.
Le 26 janvier 1944, il part pour l'Asie pour sa première mission au service des Allemands (c'est une mission de transport). Le 22 février, il est touché par un avion américain à environ 900 miles de l'île de l'Ascension, signalant des dommages à la coque et une fuite de carburant. Il demande un rendez-vous avec un sous-marin ravitailleur à environ 500 miles au sud du Cap, mais le 11 mars 1944, lorsqu'il arrive au point de ravitaillement convenu, il est coulé par trois hydravions PBY Catalina à la position géographique de 41° 28′ S, 17° 40′ E, avec la mort de tout l'équipage de 43 hommes (dont 12 Italiens : Le lieutenant de marine Carlo Rossilla, 4 sous-officiers, 4 chefs et 3 marins).
| Patrouille | Date             | Navire      | Nationalité | Tonnage en tonneaux de jauge brute  | Notes                    |
| ---------- | ---------------- | ----------- | ----------- | ----------------------------------- | ------------------------ |
| 1re        | 12 juin 1940     | HMS Calypso | Royal Navy  | 4 120 tonnes déplacement            | Croiseur léger; 39 morts |
| 4e         | 11 décembre 1940 | Amicus      | Royaume-Uni | 3 360 tonneaux de jauge brute (tjb) | Cargo du convoi SC 15    |
| Total:     | Total:           | Total:      | Total:      | 7 478 tonneaux (tjb)                |                          |